# Economia della Repubblica Popolare Cinese
L'economia della Repubblica Popolare Cinese è oggi un'economia socialista di mercato, come risultato di anni di trasformazioni a partire già dal 1992 con lo storico documento approvato dal XIV Congresso del Partito che introdusse ufficialmente tale termine (社會主義市場經濟T, 社会主义市场经济S, Shèhuìzhǔyì Shìchǎng JīngjìP). Dopo la rivoluzione culturale, Deng Xiaoping (邓小平) e i suoi alleati hanno lanciato la "riforma e apertura (改革开放)" della Cina dal 1978. Le riforme furono ulteriormente enfatizzate nel 1992 durante il famoso "Tour del Sud" di Deng.
Oggi persistono ancora alcune forme tipicamente socialiste, come il piano quinquennale e la proprietà della terra che rimane dello stato, ma sussistono in alcuni settori forme economiche simili a quelle dei paesi capitalisti. Fino al 2013 il PIL del paese è cresciuto con una media del 10% per circa 30 anni, trasformando la Cina da una arretrata economia agricola ad una potenza economica mondiale. Bloomberg Economics stima per il 2021 una crescita del PIL della Cina che va dal 8,2% al 9,3%.
In quanto a PIL pro capite nominale, la Cina si classifica 59ª al mondo nel 2020 a 10.582 $, e 73ª per PIL PPA a 17.205 $ secondo il Fondo Monetario Internazionale. La Cina è l'esportatore più grande al mondo, mentre è il secondo importatore più grande dopo gli Stati Uniti. Le province costiere della Cina quali Zhejiang, Jiangsu, Fujian e Guangdong sono generalmente più industrializzate e sviluppate delle province interne alla Cina.
L'economia cinese sta tuttora vivendo un momento di transizione e di grandissima crescita e cambiamento. Lo sradicamento completo della povertà, la diminuzione della diseguaglianza sociale, la soluzione dei problemi ambientali sono grandi sfide, definite dal presidente della Repubblica Popolare Cinese Xi Jinping parte del sogno cinese (中國夢T, 中国梦S, Zhōngguó MèngP), nuovo slogan entrato a far parte del gergo socialista cinese.

## Storia

### Era maoista

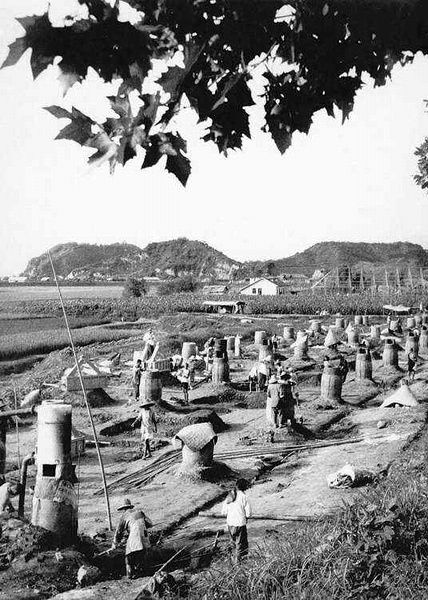
Il Grande Balzo in Avanti, "fornaci nel proprio cortile"

Nel 1949, alla presa del potere del Partito Comunista Cinese, la Cina si trovava devastata da anni di guerra civile e guerra con il Giappone, con infrastrutture carenti ed una economia fragilissima. La fuga del partito nazionalista Kuomintang nell'isola di Taiwan nel 1948 aveva inoltre lasciate vuote le casse dell'erario in quanto il Kuomintang aveva trasferito le riserve aurifere e le riserve di valute estere nell'isola lasciando il governo del partito comunista senza alcuna valuta estera per il commercio.
Sin dalla creazione del partito comunista, vi fu un grande sforzo nel riportare crescita economica al paese. Forti controlli sull'erario e sulla funzione monetaria ridussero la rampante inflazione verso la fine del 1950. Tuttavia tale obiettivo fu raggiunto reprimendo il settore privato, da piccole a grandi imprese dal 1951 al 1952. Ciò fu eseguito in campagne anti-capitaliste, le quali imponevano pesanti multe ai privati. I leader comunisti erano d'accordo nell'obiettivo di costruire un forte settore di industria pesante (assente al tempo) e ridurre la produzione di beni secondari, ed utilizzare le risorse dei privati per costruire la "nuova Cina".

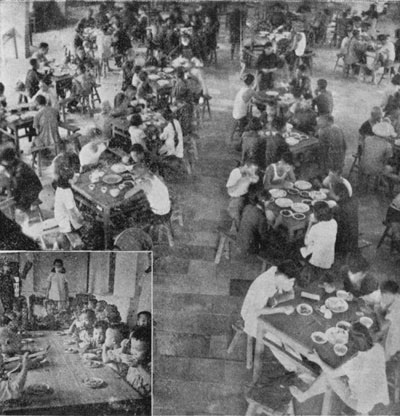
Mense comuni in Cina. Negli anni '50 la gente poteva mangiare gratuitamente in tali mense. Tuttavia le cose cambiarono con la caduta della produzione agricola.

Il nuovo governo nazionalizzò il sistema bancario del paese e portò valute e credito sotto rigido controllo statale. Controllò i prezzi stabilendo associazioni per il commercio, e incrementò le entrate dell'erario tassando il settore agricolo. A metà anni cinquanta, tuttavia, il partito non era ancora riuscito a rilanciare l'economia, le ferrovie rimanevano per buona parte inagibili e la produzione agricola ed industriale erano ancora a livelli prebellici.
I leader comunisti riuscirono a ridistribuire i terreni agricoli come promesso due anni dopo la presa del potere, eliminando, spesso violentemente, i proprietari terrieri ed elargendo i loro beni ai meno abbienti. Nel 1958 Mao cercò di rilanciare l'economia cinese: cominciò in quel periodo il programma economico del Grande Balzo in Avanti. I contadini furono riorganizzati in enormi comuni dove ciascuno riceveva un impiego assegnato in stile militare. I contadini furono persuasi a non affidarsi alla famiglia ma ad un sistema comunale di cucine, mense e asili nido. Gli stipendi venivano assegnati secondo la morale comunista del "Dare a ciascuno secondo la sua necessità". I cittadini furono incitati ad incrementare la produzione di acciaio del Paese stabilendo fornaci nel proprio cortile, così da poter raggiungere e superare l'Occidente. Tuttavia, il programma si rivelò un grande balzo all'indietro. Obiettivi esagerati resero le produzioni inefficienti o ridussero all'inutilizzabilità la produzione di acciaio, mentre statistiche falsificate fecero credere ai leader cinesi di vivere in un miracolo industriale ed economico. Nel 1960 la produzione agricola si ridusse pericolosamente, e larghe fette della popolazione dovettero subire malnutrizione se non devastanti carestie.
Gli anni successivi furono migliori e la Cina riuscì a crescere ed a consolidare in parte la propria economia. La produzione agricola e quella industriale ritornarono ai livelli di base e la produttività aumentò. La calma finì nel 1966, quando Mao decise di avviare la rivoluzione culturale cinese. Sotto i suoi ordini, dovevano esser distrutti i "quattro vecchi": "vecchie idee, vecchia cultura, vecchie usanze e vecchie abitudini". Vennero chiuse università e scuole, e gli studenti divennero parte delle guardie rosse, le quali furono poi mandate in giro per il paese ad esportare la rivoluzione. Il progetto si concretizzò in pestaggi, torture e violenza di ogni genere contro chiunque fosse minimamente sospettato di essere portatore del vecchio, oppure contro le idee di Mao o delle guardie rosse stesse.

### 1978-1990

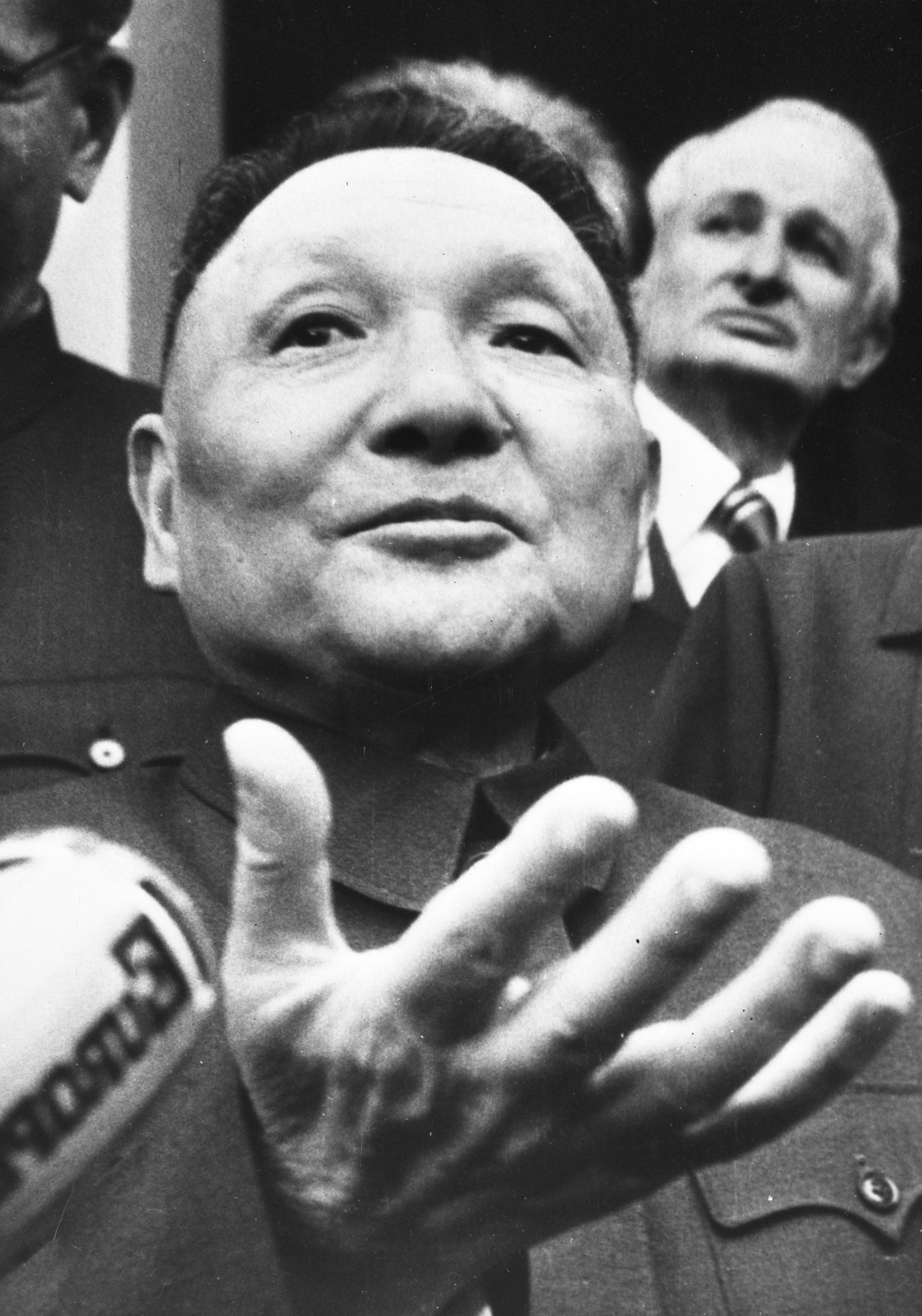
Deng Xiaoping, il leader supremo della Cina dopo Mao.

Nel 1978 cominciarono le riforme economiche di Deng Xiaoping, Hu Yaobang e Zhao Ziyang, leader pragmatici che al contrario di Mao non diedero grande peso all'ideologia o alla coerenza con il pensiero marxista/maoista. Ciò venne espresso in modo sintetico da Deng: "Non importa se un gatto è bianco o nero, basta che catturi topi". Una volta consolidato il loro potere, cominciarono un processo di riforma istituzionale e di ristrutturazione economica per poter risollevare il Paese dal disastro economico ed umanitario dell'era maoista. Assumendo un approccio più pragmatico all'economia ed ai problemi sociali della Cina, furono gradualmente ed in maniera sperimentale introdotti elementi basilari di mercato. Inoltre, nel pensiero socialista cinese si consolidò l'idea che la stabilità politica e sociale del paese era strettamente correlata alla produttività economica ed al benessere economico dei suoi cittadini. Incrementare i propri averi od il proprio stipendio non venivano più considerati tabù.
Il progetto si presentava arduo, dato lo stato in cui si trovava l'economia del paese. I grandi progetti economici del passato avevano fallito e la leadership non si poteva permettere altri gravi errori. Ciò rese la leadership maggiormente favorevole ad un approccio graduale e sperimentale, che vide le riforme economiche implementate unicamente in particolari regioni (invece che in tutto il Paese). Tale approccio permise alla leadership di capire quali sistemi produttivi fossero più adatti alla condizione cinese o locale (date le massicce differenze geografiche ed economiche della Cina) e, qualvolta un esperimento si dimostrava di successo, veniva imitato da altre simili regioni o veniva sponsorizzato dal governo centrale. Ad aiutare tale approccio fu la struttura amministrativa della Cina, la quale è altamente decentralizzata. Il fallimento di una regione non significava fallimento in altre province, permettendo dunque continua sperimentazione regionale.

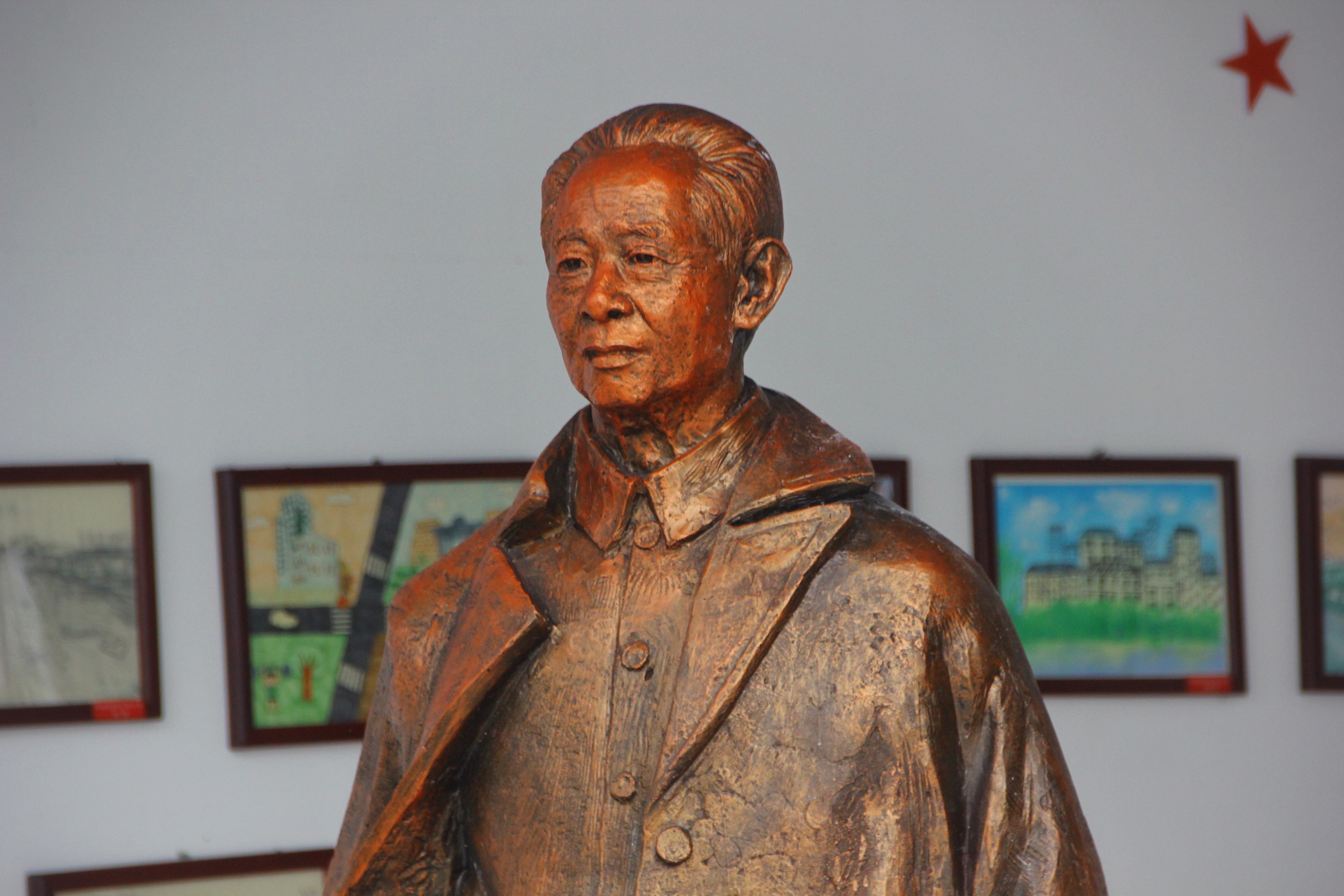
Hu Yaobang, allora Segretario Generale del Partito Comunista Cinese, era uno dei principali riformisti sotto Deng Xiaoping.

Una delle iniziali riforme fu quella dell'agricoltura. Uno dei gravi problemi della agricoltura maoista era la pianificazione centrale, la quale non prendeva in considerazione le caratteristiche territoriali delle regioni in cui veniva programmata, portando all'esaurimento del suolo e ad inefficienza. Deng promosse la sperimentazione in alcune regioni di modelli alternativi di agricoltura, senza tuttavia rendere il terreno ufficialmente privato. A cominciare furono le povere aree montuose dello Anhui, per poi essere successivamente imitato da altre regioni. L'esperimento di maggior successo fu quello di lasciare ai contadini il diritto di tenere le produzioni che sorpassavano le quote di produzione (le quali erano generalmente basse). Ciò, anche se non ufficialmente, consisteva praticamente nel dare in affitto il terreno ai contadini, con l'affitto consistente nella quota consegnata allo Stato. Il rimanente poteva essere venduto dai contadini, incentivandoli dunque a coltivare in modo più produttivo. Le comuni in tale sistema vennero dissolti, ed i terreni assegnati a singole famiglie. Nel giro di un solo anno la produzione di grano nelle regioni riformate incrementò del 30%, e fu raddoppiata la produzione di cotone, canna da zucchero, tabacco e frutta. Negli anni successivi tutte le province della Cina abbandonarono il sistema delle comuni ed introdussero tali riforme agrarie, facendo balzare la produzione agricola del paese.
Produzione industriale e commercio con l'estero erano altri nodi importanti da risolvere. Anche in questo caso fu critico l'approccio sperimentale. Furono in questo caso aperte zone economiche speciali, nelle quali furono permessi investimenti stranieri, fra cui molto nota è la zona di Shenzhen, seguita da numerose zone costiere le quali erano adatte all'esportazione. Nel Paese erano completamente assenti necessarie istituzioni, conoscenza delle pratiche di commercio internazionale e fiducia negli investitori stranieri. Negli anni ottanta furono aumentate le zone che potevano ricevere investimenti stranieri con ridotta burocrazia, necessarie infrastrutture (porti, ferrovie e strade) ed esenzioni fiscali. Ulteriori leggi quali regolamenti per i contratti e diritti d'autore furono passate per aumentare la fiducia di imprese straniere. Fra i più grandi investitori iniziali fu Hong Kong, la quale fu il motore principale degli investimenti stranieri, a causa principalmente della prossimità culturale e geografica con la Cina. Seguirono riforme nell'industria, fisco, finanza, prezzi e forza lavoro, implementate diversamente attorno alla Cina.

### 1990-2000
Dopo il massacro di piazza Tiananmen nel 1989, riformisti di alto livello come Zhao Ziyang furono rimossi dalle loro posizioni e le riforme economiche entrarono in stagnazione. All'inizio del 1992, Deng Xiaoping fece il suo famoso "Tour del Sud" a Shenzhen, Zhuhai e in altri luoghi della Cina meridionale, rilanciando le riforme economiche e salvando il mercato dei capitali cinese. I riformisti, incluso Zhu Rongji, furono promossi a posizioni di primo piano.

Crescita del PIL cinese dal 1952 al 2000

Durante gli anni novanta l'economia cinese continuò a crescere rapidamente con una media del 10,43%, tuttavia subendo una forte inflazione, la quale raggiunse il 20% nel 1994. La crisi finanziaria asiatica colpì il Paese solo marginalmente, per via dei forti controlli sui capitali investiti nel Paese ed in particolare a causa della inconvertibilità internazionale dello yuan. Ciò permise al paese di crescere nonostante il forte rallentamento delle economie della regione. Tuttavia in questo periodo la Cina fu affetta da forti livelli di disoccupazione causati dalla privatizzazione massiccia delle aziende statali.
Nonostante il successo e la crescita della economia cinese nel ventennio del periodo, rimanevano molti nodi quali la modernizzazione del settore finanziario e del settore statale. Più della metà delle aziende statali del Paese erano inefficienti e subivano perdite. Durante il quindicesimo congresso nazionale del Partito Comunista Cinese del 1997, il presidente Jiang Zemin annunciò il piano di vendere, unire oppure chiudere una grande fetta delle aziende statali, per favorire lo sviluppo di un settore privato più produttivo e redditizio. Il piano fu accettato dal IX Congresso nazionale del popolo nel 1998. Nel 2000 la Cina dichiarò che il piano di privatizzazione era stato un successo e che la maggior parte delle aziende pubbliche erano ora redditizie.

### 2000–2010

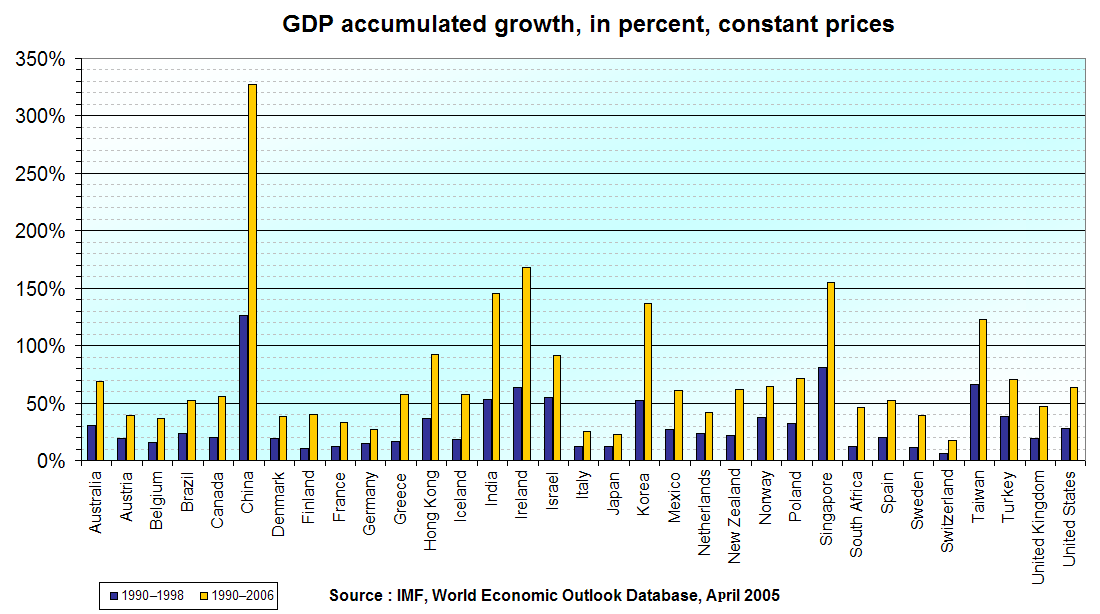
Cambiamento del PIL in vari paesi, fra 1990–1998 e 1990–2006

Nel 2003 il Partito Comunista Cinese avviò numerosi emendamenti alla Costituzione della Repubblica Popolare Cinese, permettendo per la prima volta nella repubblica popolare la protezione costituzionale della proprietà privata. Ciò tuttavia escludeva la proprietà dei terreni, i quali rimangono tuttora ufficialmente proprietà dello Stato. Nello stesso periodo il governo si impegnò ad abbassare la disoccupazione (attorno a 8-10% nelle aree urbane), e bilanciare la diseguaglianza sociale del paese, mantenendo una forte crescita economica e ponendo maggiore enfasi sulla protezione ambientale. Il Congresso nazionale del popolo approvò tale piano nel marzo del 2004.
Nella riunione dell'ottobre 2005 il partito approvò l'undicesimo piano economico quinquennale (2006-2010) per costruire una armoniosa società comunista, la quale mirava ad una più equa distribuzione delle ricchezze del paese (l'ineguaglianza era difatti salita a livelli imbarazzanti per un regime socialista), con un sistema di istruzione, sanità e prevenzione sociale rafforzato. Il programma, approvato nel marzo 2006 dal Congresso nazionale del popolo, inoltre sanciva una crescita più bassa attorno a 45% nei cinque anni, ed una riduzione del 20% dell'utilizzo di energie per unità di PIL entro il 2010.
L'economia cinese crebbe con una media del 10% tra il 1990 ed il 2004. L'economia crebbe al di sopra del 10% gli anni successivi, nonostante i tentativi del governo cinese di rallentarne la crescita, per molti aspetti insostenibile. Il volume totale del commercio della Cina raggiunse i 2970 miliardi di dollari, posizionando la Cina al secondo posto al mondo in questo campo, così come seconda posizione per PIL.
Secondo stime confermate dalla Banca Mondiale, l'economia della Cina crebbe del 13% durante il 2007, di significativamente superiore all'obiettivo del governo di Hu Jintao, sorpassando quindi la Germania come terza economia al mondo, con un PIL di 3.380 miliardi di dollari. Ciò rappresentò il record di crescita per la Cina dal 1994, quando il PIL crebbe del 13,1%.
Sempre nel 2007 la Cina lanciò il proprio programma di stimolo economico per far fronte alla crisi economica del 2008. Tale piano ha mirato principalmente ad aumentare la disponibilità di appartamenti sussidiati, diminuendo restrizioni sul credito per piccole imprese e finanziando grandi progetti per l'infrastruttura e lo sviluppo, quali porti, ferrovie e strade. Nel 2009 l'economia continuava a dare segni positivi in quanto a crescita e prospettive, tuttavia cominciavano ad amplificarsi dubbi sulla sostenibilità della crescita del Paese.

### 2010-presente
Il prodotto interno lordo cinese è tuttora in crescita, ma ha un tasso percentuale minore rispetto ai vent'anni precedenti, che segnavano tassi di incremento superiori al 10%. Dall'inizio del 2014 alla fine del 2015, il tasso di crescita del PIL è costantemente diminuito: dal 7,4-7,5% del 2014 al 4 - 6,9% (a seconda delle stime) per il 2015, che si conferma l'anno in cui si è registrato il tasso di crescita del PIL più basso dei vent'anni precedenti. Anche il tasso di crescita della produzione industriale è diminuito dal 2014 al 2015.

Tasso di crescita annuale del PIL cinese dal 1980 al 2015

Questi dati confermano un sostanziale rallentamento della crescita economica cinese, confermato da altri indicatori (quali il consumo di energia elettrica da parte delle industrie, i dati sulle vendite al dettaglio, i ricavi delle aziende quotate in borsa). Molti fattori concomitanti contribuiscono a questa situazione, ad esempio l'aumento dei salari, la politica monetaria degli Stati Uniti (che influenza l'andamento del renminbi cinese) e la concorrenza di altri paesi emergenti che si rivelano più appetibili per gli investimenti di aziende europee e statunitensi, ecc.
Nel 2015 si è assistito anche a una importante crisi finanziaria: da giugno 2014 a giugno 2015, l'indice borsistico Shanghai Composite era cresciuto ininterrottamente del 153%, spingendo alcuni a parlare di una bolla finanziaria per la borsa cinese. A partire da giugno 2015 sono avvenute una serie di cadute (come quella che il 24 agosto 2015 vide l'indice perdere l'8,49% in una sola seduta) che hanno condotto l'indice a perdere oltre il 40% nell'arco di pochi mesi.
Dalla fine del 2014 in Cina sono calate le importazioni di merci, e lo stesso è avvenuto per le esportazioni. Il dato va tuttavia contestualizzato: il calo (che a settembre 2015 era del 20% in rapporto ai dati di settembre 2014) non è soltanto nella quantità di merci importate, ma soprattutto nel valore totale delle importazioni.
Vi sono anche dei dubbi sull'affidabilità delle statistiche e dei dati sulla produzione diffusi dal governo cinese, dal momento che si discostano molto dagli altri indicatori a disposizione degli economisti, che testimoniano un tasso di crescita dell'economia cinese assai inferiore alle stime fornite dal governo cinese.
Il 1º dicembre 2015, il renminbi cinese è divenuto una delle sei valute di riserva approvate dal FMI: la direzione del FMI ha motivato questa decisione asserendo che, oltre al fatto che nel 2014 le esportazioni della Cina hanno totalizzato il 12,4% degli scambi internazionali mondiali, il renminbi ottempera al requisito di essere una valuta "ampiamente utilizzata" nelle transazioni internazionali.
Infrastrutture e immobiliare sono stati alcuni dei settori trainanti la crescita economica nel secondo decennio del XXI secolo. Nel 2013 gli investimenti immobiliari hanno superato il 10% del PIL cinese.
Con lo scoppio della pandemia COVID-19, la Cina ha subito un calo del -6,8% nei primi tre mesi del 2020; prima flessione dalla fine della Rivoluzione Culturale nel 1976. Il paese è, tuttavia, riuscito a evitare la recessione, grazie a una crescita dell'economia del 3.2% nel secondo trimestre dello stesso anno.
Grazie al controllo statale sui prezzi dell'energia, nel biennio 2021-2023 l'inflazione non ha subito i rincari che in Occidente sono stati causati dall'aumento dei prezzi dell’energia e dalla guerra in Ucraina.

## Settori

### Settore Secondario

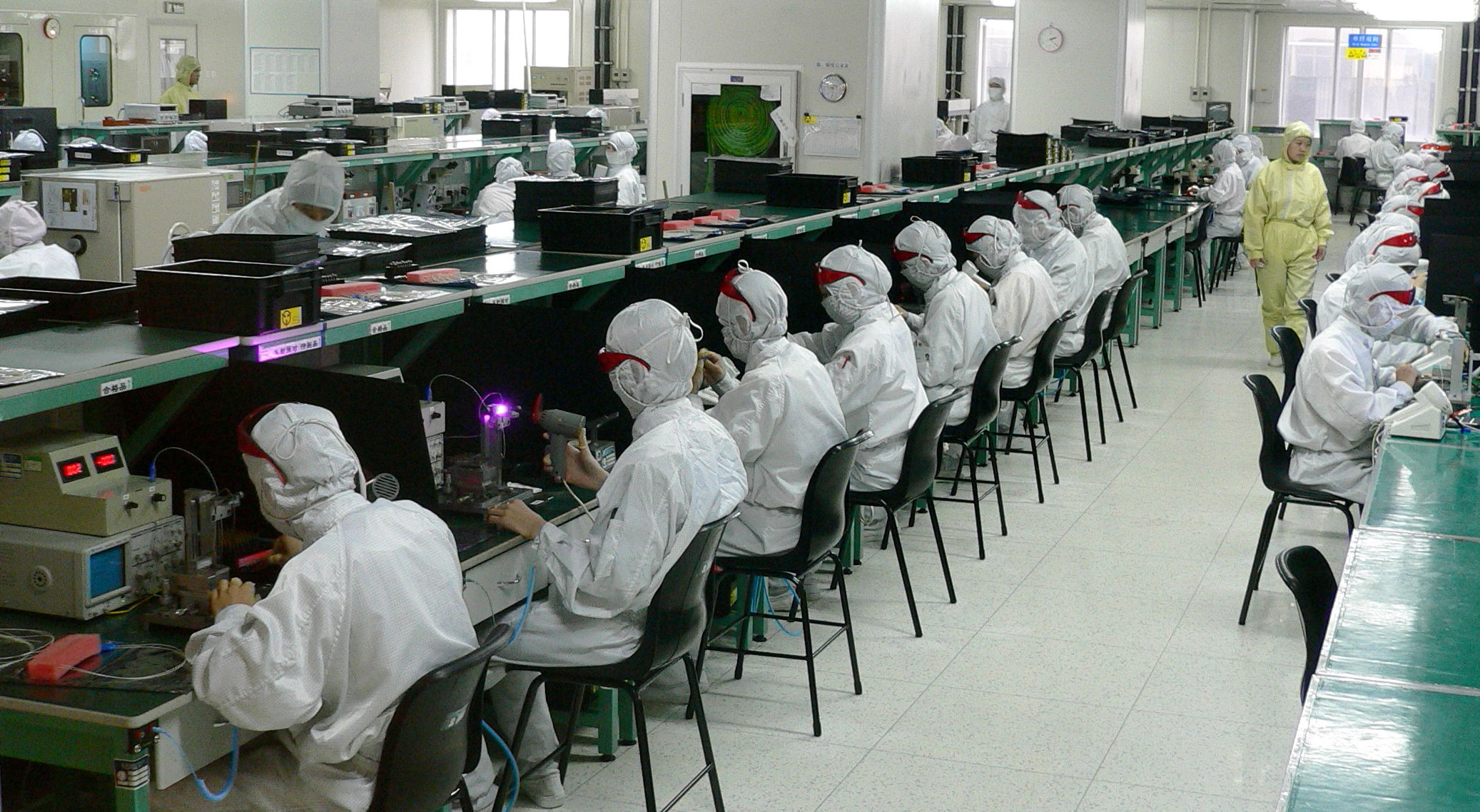
Assemblaggio di componenti di elettronica a Shenzhen

Secondo il World Factbook della CIA nel 2012, l'industria e l'edilizia compongono il 46,7% del PIL cinese. La IHS Global Insight ha stimato che nel 2010 il 19,8% della produzione manifatturiera mondiale proveniva dalla Cina, divenendo il leader nella produzione industriale e sorpassando gli Stati Uniti, i quali avevano tenuto questo primato da 110 anni.
Sin dalla fondazione della Repubblica Popolare Cinese, lo sviluppo industriale è da sempre stato al centro dell'attenzione nei programmi economici del Partito Comunista Cinese. Fra i vari settori industriali, la costruzione di macchinari e la metallurgia hanno ricevuto la maggior attenzione. Questi ultimi oggi compongono il 20-30% del totale valore del gettito industriale del paese. Tuttavia questi settori hanno sofferto una carenza nell'innovazione dovuta ad un sistema che ha premiato l'incremento della produzione sopra ogni cosa, a discapito di sofisticazione, qualità e varietà. Perciò oggi giorno, nonostante l'enorme settore metallurgico, sono ancora carenti le produzioni di acciai speciali. La crescita della manifattura ha avuto una media del 10%, sorpassando gli altri settori dell'economia. Numerose compagnie nell'industria pesante rimangono sotto il controllo statale, per via della loro importanza strategica. La manifattura leggera e la produzione di beni di consumo e di lusso sono generalmente e sempre più nelle mani dei privati.

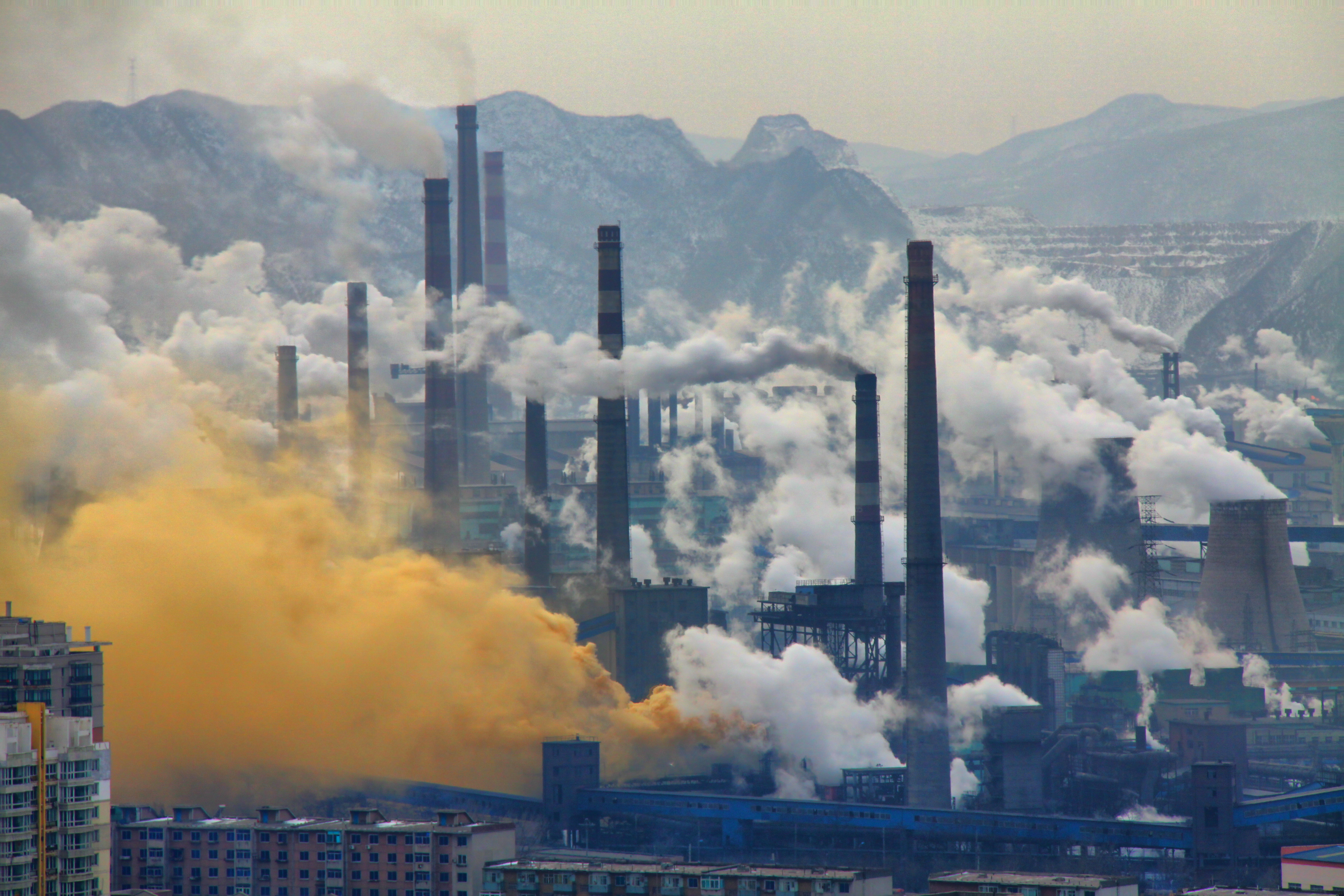
Inquinamento causato dall'industria metallurgica del Benxi

Fra le industrie principali vi sono le industrie minerarie e quelle di alluminio, carbone, macchinari, armi, tessili, abbigliamento, petrolio, cemento, fertilizzanti, industria alimentare, automobili, macchinari per il trasporto tra cui locomotive e binari, navi ed aeroplani. A questi si aggiungono quelle di altri beni di consumo quali calzature, giocattoli, elettrodomestici ed il settore tecnologico quali telecomunicazioni e tecnologie per l'informatica. L'industria chimica copre un ruolo importante a livello globale, essendo il paese leader nella produzione di fertilizzanti, plastiche e fibre sintetiche. Dal 2000 il Paese è fra le mete preferite per la ricollocazione della produzione manifatturiera, per via della conveniente manodopera e del posizionamento della Cina come piattaforma per l'export globale. Tuttavia dato l'innalzamento del tenore della vita, il rinvigorimento dei regolamenti ambientali e del lavoro e soprattutto l'innalzamento dei salari, le considerazioni per il ricollocamento si basano sempre meno sulla convenienza della manodopera rispetto al periodo iniziale dell'industrializzazione cinese.
Tuttavia la rapida industrializzazione ha portato a conseguenze negative sull'ambiente, ed un incremento delle tensioni tra lo stato ed i cittadini. Alti livelli di inquinamento atmosferico, idrico e del suolo pongono un serio problema alla sostenibilità dell'industria cinese nel lungo termine, specialmente a causa delle limitate risorse naturali del Paese. Negli ultimi decenni vi sono stati numerosi casi di proteste popolari in città dove era stata pianificata la collocazione di industrie pesanti. In risposta, nel novembre del 2012 il Consiglio di Stato della Repubblica Popolare Cinese sancì un mandato per il controllo di tutti i maggiori progetti industriali del paese, chiamato "valutazione del rischio sociale", per poter valutare possibili tensioni sociali causati da tali progetti.

### Settore della difesa
Al 2024, Pechino ha raggiunto gli Stati Uniti nella sua capacità di produrre armamenti in massa e su larga scala. Essa è diventata la più grande costruttrice navale del mondo, con una capacità circa 230 volte più grande di quella degli USA. Tra il 2021 e l'inizio del 2024, ha prodotto più di 400 moderni aerei da combattimento e 20 grandi navi da guerra; ha raddoppiato il numero delle testate nucleari messe a scorta; più che raddoppiato il totale di missili balistici e da crociera; ha avviato lo sviluppo di un nuovo bombardiere stealth; e aumentato i lanci di satelliti del 50%.

### Settore Terziario

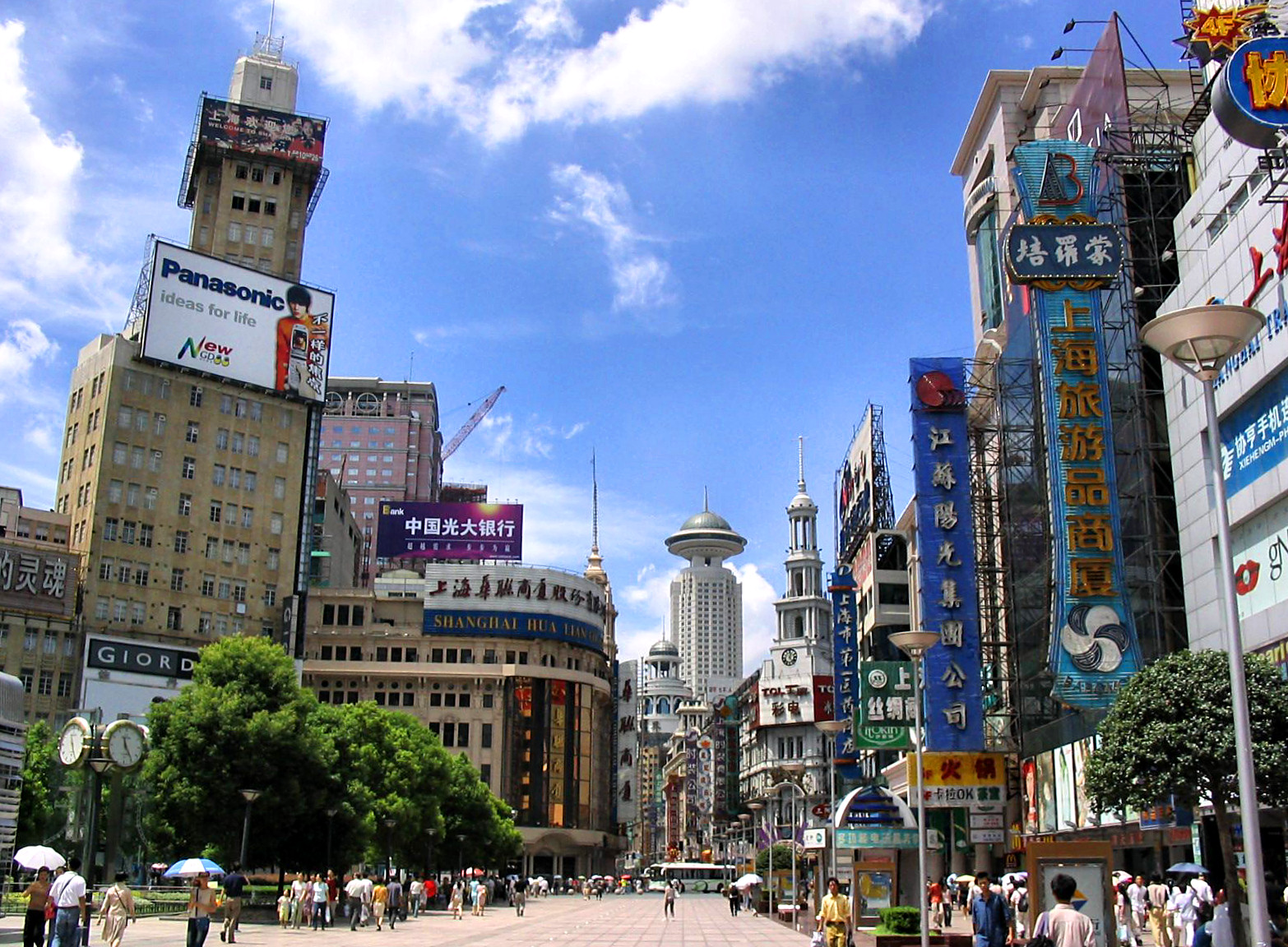
Via Nanchino, la via commerciale più famosa e più trafficata di Shanghai.

Nel 2012 il settore dei servizi cinese si classificava terzo al mondo per prodotto nominale, dopo Stati Uniti e Giappone, mentre per PPA già nel 2010 si classificava secondo dopo gli Stati Uniti. Nel 2010 il settore dei servizi componeva il 43% del PIL cinese, secondo per pochi punti al settore manifatturiero e dell'edilizia combinati. Tale rapporto è tuttavia ancora basso rispetto a quello dei paesi più sviluppati.
Prima delle riforme economiche del 1978, il settore dei servizi cinese era caratterizzato da aziende statali, con controlli sui prezzi e razionamento dei servizi prodotti. Con le riforme vennero introdotti mercati privati, il settore commerciale e fu dato spazio al ruolo degli imprenditori. I settori della vendita al dettaglio e vendita all'ingrosso si svilupparono rapidamente negli anni, facendo nascere numerosi centri commerciali, negozi. Così fu rapida la nascita di ristoranti, alberghi, vendita articoli e beni secondari e numerose piccole e medie imprese in proprio. L'amministrazione pubblica rimane tuttora una forte componente del settore dei servizi, mentre il turismo, sia per turisti cinesi che stranieri, sta crescendo rapidamente ed è una fonte di valute estere.

### Il settore primario

#### Agricoltura

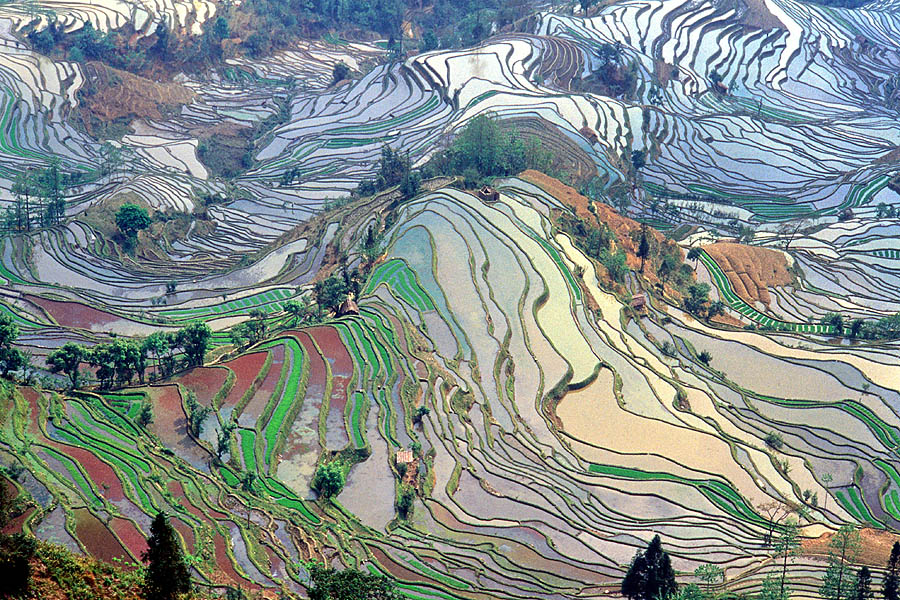
Risaie nello Yunnan

Secondo la Banca Mondiale, nel 2011 l'agricoltura componeva il 10% del PIL cinese. Nel 1983 tale figura era al 33%, mostrando una radicale trasformazione nell'economia cinese.
Secondo le statistiche della FAO del 2011, la Cina è il produttore e consumatore di prodotti agricoli più grande al mondo, primo nella produzione di riso e grano. Inoltre la Cina è fra i principali produttori di mais, tabacco, soia, patate, sorgo, arachidi, tè, orzo. Altre produzioni non alimentari quali cotone, fibre, seta ed olio di semi formano una piccola componente delle esportazioni agricole della Cina. La resa è generalmente alta, dato l'utilizzo di coltivazioni intensive. La Cina possiede solo il 75% delle terre coltivabili degli Stati Uniti, tuttavia ha una produzione agricola del 30% superiore a quest'ultimo paese.

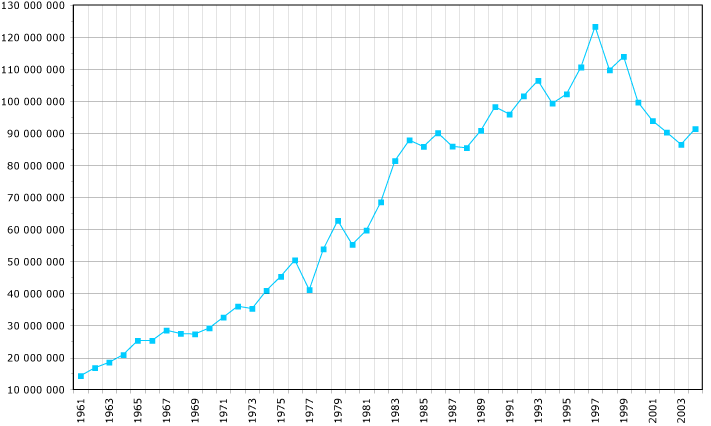
Produzione di grano dal 1961 al 2004. Stime tratte dalla FAO. Asse Y: produzione in tonnellate metriche.

Secondo stime delle Nazioni Unite, nel 2003 la Cina ha sfamato il 20% della popolazione mondiale, con solo il 7% delle terre arabili al mondo.. A causa della geografia della Cina, solo il 15% del territorio cinese è adatto all'agricoltura. Di questo, la metà non è irrigata ed il rimanente è diviso tra risaie ed aree irrigate. Ciononostante circa il 50% dei cinesi vive in queste aree, un'alta percentuale dei quali lavora in agricoltura. Le stime nazionali indicano una popolazione rurale tra i 600 e i 700 milioni di abitanti, stima esatta difficile da ottenere dato che numerosi cittadini cinesi sono tuttora registrati in regioni rurali ma da tempo si sono trasferiti in centri urbani. Di questi circa la metà lavora nell'agricoltura, mentre il rimanente ha trovato lavoro in industria leggera o servizi a livello locale.
Nel giugno 2024 il governo cinese ha varato il piano per l'autarchia e l'autosufficienza alimentare che parte del Piano quinquennale in scadenza nel 2025. La Cina mira a sfamare il 20% della popolazione mondiale con il 10% della superficie agricola e il 6% delle risorse idriche mondiali.
Allevamento
L'allevamento costituisce la seconda più importante componente della produzione agricola. La Cina è leader mondiale nella produzione suina, di pollame e di uova e dispone di notevoli allevamenti bovini ed ovini. L'acquacoltura e la itticoltura rappresentano settori tradizionali da tempo presenti nel settore agricolo del paese, per far fronte all'insufficienza delle risorse marine presenti nei mari della Cina. Nella regione del tibet è sviluppato l'allevamento dello yak, dai cui si ricavano pellame, latte e carne.

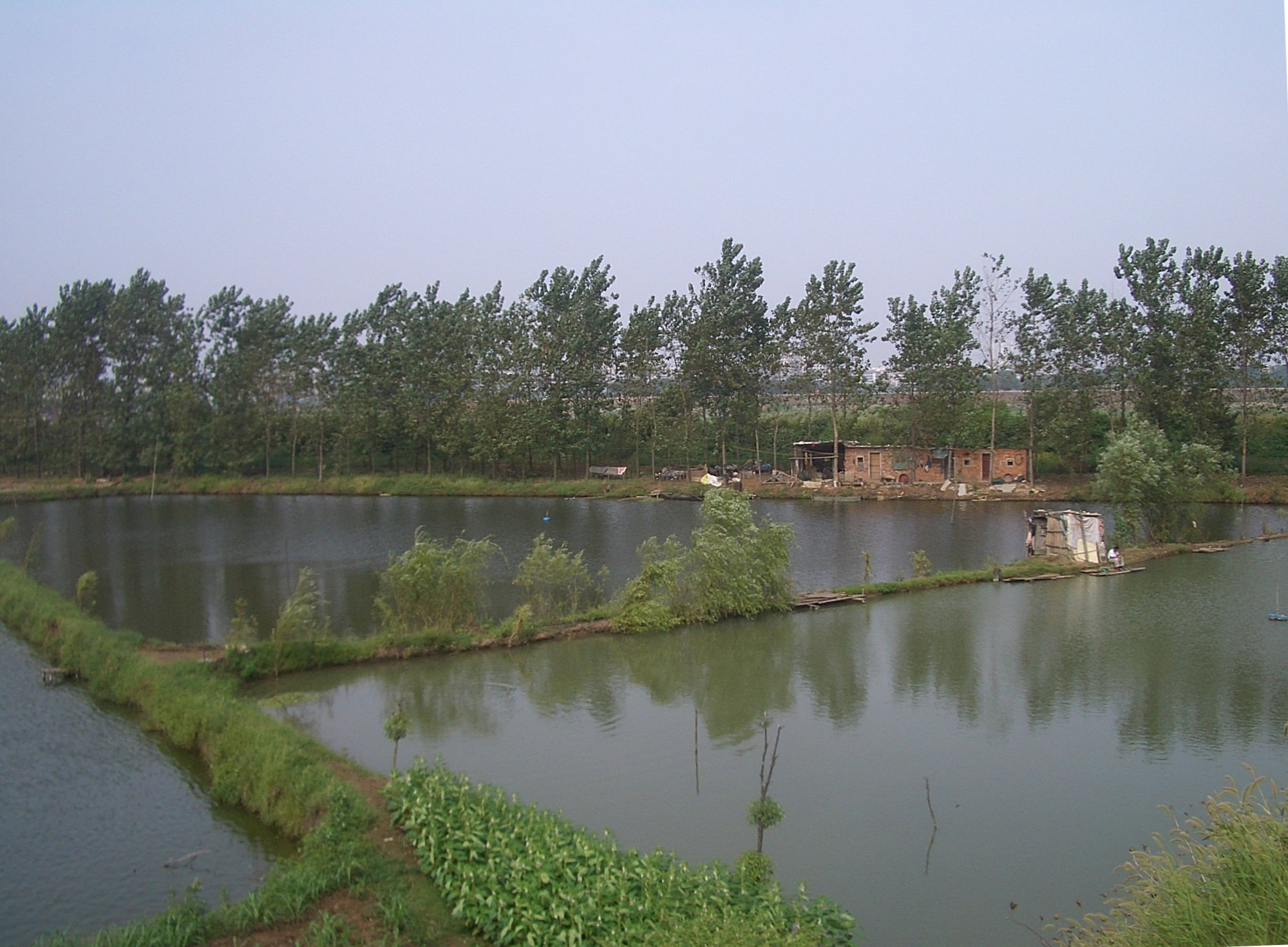
Acquacoltura tradizionale nello Hubei

In seguito alla crescita demografica ed agricola del paese, molte risorse forestali sono andate perdute. Vi sono stati numero interventi di riforestazione a livello nazionale, tuttavia questi non si sono rivelati pienamente efficaci ed il Paese tuttora fa fronte ad un grave problema di deforestazione. Le foreste principali si trovano sulle montagne Qin, nelle regioni centrali e nell'altopiano dello Sichuan e Yunnan, data la difficoltà nell'accedere a queste regioni. La maggior parte della produzione di legna del paese proviene dalle province del nord-est del Helongjiang e Jilin, e centrali ed meridionali del Sichuan e Yunnan.
Le province Occidentali quali il Tibet, lo Xinjiang e il Qinghai, nonostante la vasta estensione territoriale, hanno una produzione agricola bassissima data la natura geografica di queste regioni. Nelle regioni meridionali la produzione di riso domina l'agricoltura, spesso con due rese annue. Nel nord del Paese domina invece la produzione del grano, mentre nelle regioni centrali le produzioni di riso e di grano sono generalmente alla pari. La soia ed il frumento sono per la maggior parte prodotti al nord ed al centro, mentre il cotone è coltivato intensivamente nelle regioni centrali.

## Finanza

### Settore Bancario
La Banca Popolare Cinese è sotto il diretto controllo del governo della Repubblica Popolare e le sue operazioni rientrano nei piani quinquennali elaborati dal Partito Comunista Cinese.

### Politica monetaria e valuta
Il 1º dicembre 2015, il renminbi cinese è divenuto una delle sei valute di riserva approvate dal FMI: la direzione del FMI ha motivato questa decisione asserendo che, oltre al fatto che nel 2014 le esportazioni della Cina hanno totalizzato il 12,4% degli scambi internazionali mondiali, il renminbi ottempera al requisito di essere una valuta "ampiamente utilizzata" nelle transazioni internazionali.

## Rapporti internazionali

### Cina e OMC
L'adesione della Cina all'Organizzazione Mondiale del Commercio (OMC) avvenuta nel dicembre del 2001 rappresenta senza dubbio una pietra miliare per la Cina e per il commercio internazionale. La Cina è riuscita a persuadere gli altri Stati membri dell'OMC che, senza la propria partecipazione, l'OMC non può essere davvero considerata un'organizzazione mondiale. Tuttavia, questo grande traguardo ha portato con sé conseguenze giuridiche, politiche e sociali di rilevante impatto per il mercato globale, che deve integrare un paese con numerose diversità strutturali, culturali e comportamentali. Fin da prima della sua adesione all'OMC il Governo cinese aveva avviato riforme significative del proprio sistema giuridico interno.
Ciò nonostante, molte questioni devono essere ancora affrontate e risolte per garantire un pieno ed effettivo rispetto degli accordi su tutto il territorio della Repubblica Popolare di Cina. Durante il negoziato per l'adesione all'OMC, erano già chiare le difficoltà del governo cinese a garantire il rispetto del principio di trasparenza e delle condizioni implicite nell'adesione. Era dunque diffusa fra tutti gli Stati membri, Stati Uniti e Unione europea in primis, la consapevolezza della situazione del mercato e della necessità di una profonda riforma dell'ordinamento giuridico cinese per garantire nel lungo periodo il buon funzionamento del sistema OMC.
Come nel caso dell'adesione all'UE dei nuovi dieci Paesi avvenuta nel maggio del 2004, è stata fatta una precisa scelta politica. Si è ritenuto che un'integrazione, anche prematura, della Cina all'interno dell'OMC, oltre a rafforzare le posizioni della parte più riformista della classe dirigente cinese, avrebbe indirettamente accelerato il processo di riforme in atto, con il pretesto del rispetto degli impegni previsti dall'Organizzazione Mondiale del Commercio. I negoziati duravano da quasi quindici anni e non si è voluto rinviarne nuovamente la conclusione in attesa di ulteriori miglioramenti del contesto interno cinese.

### Investimenti stranieri
Tra i paesi in via di sviluppo la Cina si trova al primo posto per quanto riguarda il flusso degli investimenti esteri, che negli ultimi anni è in costante aumento.
La materia degli investimenti stranieri è regolata dal "Foreign Investment Industrial Guidance Catalogue" e dalle "Directory of Foreign Investment Tentative Provisions" del 1995, i quali suddividono gli investimenti stranieri in incoraggiati, permessi, limitati o vietati.
Le forme previste per gli investimenti stranieri sono:
1. La società mista, per la cui costituzione è necessaria l'approvazione del MOFTEC e la registrazione presso l'ufficio SAIC. Per questo tipo di società la legge prevede l'obbligo per il partner straniero di sottoscrivere una quota minima del 25% del capitale dell'impresa.
2. La società cooperativa o contrattuale, assimilabile alla precedente, sebbene più semplice e caratterizzata da maggiore flessibilità operativa e giuridica.
3. La società a capitale interamente straniero, prevista a condizione che la società risulti prevalentemente a vocazione all'export o impieghi tecnologie avanzate.

Le agevolazioni previste per gli investitori stranieri sono di varia natura, sebbene prevalentemente di carattere fiscale, mentre particolari agevolazioni esistono per le imprese che si insediano nelle aree economiche speciali.